# Laguiole
Laguiole(fransk udtale: [laɡjɔl], lokalt [lajɔl]) er en fransk type foldekniv, der  blev produceret som stykke værktøj af høj kvalitet i Occitanien i "kniv-byen" Thiers, hvor omkring 70% af franske skæreværktøjer kommer fra, og i den lille landsby Laguiole, som begge ligger på Centralmassivet i Frankrig.
"Laguiole" er hverken et varemærke eller et firmanavn, men associeret med en særlig form for traditionelle knive, som kommer fra dette område.